# إيفان بلانكو
إيفان بلانكو (بالإسبانية: Iván Blanco) هو لاعب كرة قاعدة فنزويلي، ولد في 24 سبتمبر 1983.

## وصلات خارجية
- إيفان بلانكو على موقعبيزبول رفرنس.كوم (الدوري الثانوي) (الإنجليزية)